# Joel Ward
Joel Randal Ward, född 2 december 1980, är en kanadensisk professionell ishockeyspelare som spelade senast för San Jose Sharks i NHL. 
Han har tidigare spelat på NHL-nivå för San Jose Sharks, Washington Capitals, Nashville Predators och Minnesota Wild och på lägre nivåer för Houston Aeros i AHL och Owen Sound Attack i OHL.
Ward blev aldrig draftad av något lag.
Den 14 september 2018 skrev han på ett PTO-kontrakt (Professional Try Out) med Montreal Canadiens, men det blev i vem som fortsättning i Canadiens efter försäsongen.